# Ascou
Ascou est une commune française située dans le département de l'Ariège, en région Occitanie.
Localisée dans le sud-est du département, la commune  fait partie, sur le plan historique et culturel, du pays du Sabarthès, structuré par la haute vallée de l'Ariège en amont du pays de Foix avec Tarascon-sur-Ariège comme ville principale. Exposée à un climat de montagne, elle est drainée par la  Lauze, le ruisseau de l'Andorre, le ruisseau Riou Caud et par divers autres petits cours d'eau. La commune possède un patrimoine naturel remarquable : un site Natura 2000 (le « bassin du Rebenty ») et cinq zones naturelles d'intérêt écologique, faunistique et floristique.
Ascou est une commune rurale qui compte 115 habitants en 2022, après avoir connu un pic de population de 1 001 habitants en 1836. Ses habitants sont appelés les Ascounais ou Ascounaises.

## Géographie

### Localisation
- 1Carte dynamique
- 2Carte OpenStreetMap
- 3Carte topographique
- 4Carte avec les communes environnantes

La commune d'Ascou se trouve dans le département de l'Ariège, en région Occitanie.
Elle se situe à 34 km à vol d'oiseau de Foix, préfecture du département, et à 2 km d'Ax-les-Thermes, bureau centralisateur du canton de Haute-Ariège dont dépend la commune depuis 2015 pour les élections départementales.
La commune fait en outre partie du bassin de vie d'Ax-les-Thermes.
Les communes les plus proches sont : 
Sorgeat (1,3 km), Orgeix (1,4 km), Ax-les-Thermes (1,9 km), Ignaux (2,1 km), Orlu (3,0 km), Savignac-les-Ormeaux (3,8 km), Vaychis (5,2 km), Tignac (6,1 km).
Sur le plan historique et culturel, Ascou fait partie du pays de Sabarthès, structuré par la haute vallée de l'Ariège en amont du pays de Foix avec Tarascon-sur-Ariège comme ville principale.
Les communes limitrophes sont Ax-les-Thermes, Mijanès, Orgeix, Orlu, Sorgeat et La Fajolle.
|                | Sorgeat | La Fajolle (Aude) |
| Ax-les-Thermes | Ascou   | Mijanès           |
| Orgeix         | Orlu    |                   |

La commune est située dans les Pyrénées à l'est d'Ax-les-Thermes. C'est une commune limitrophe avec le département de l'Aude. Le col du Pradel (1 673 mètres) permet la communication routière vers le haut plateau calcaire du pays de Sault par la commune riveraine de La Fajolle.

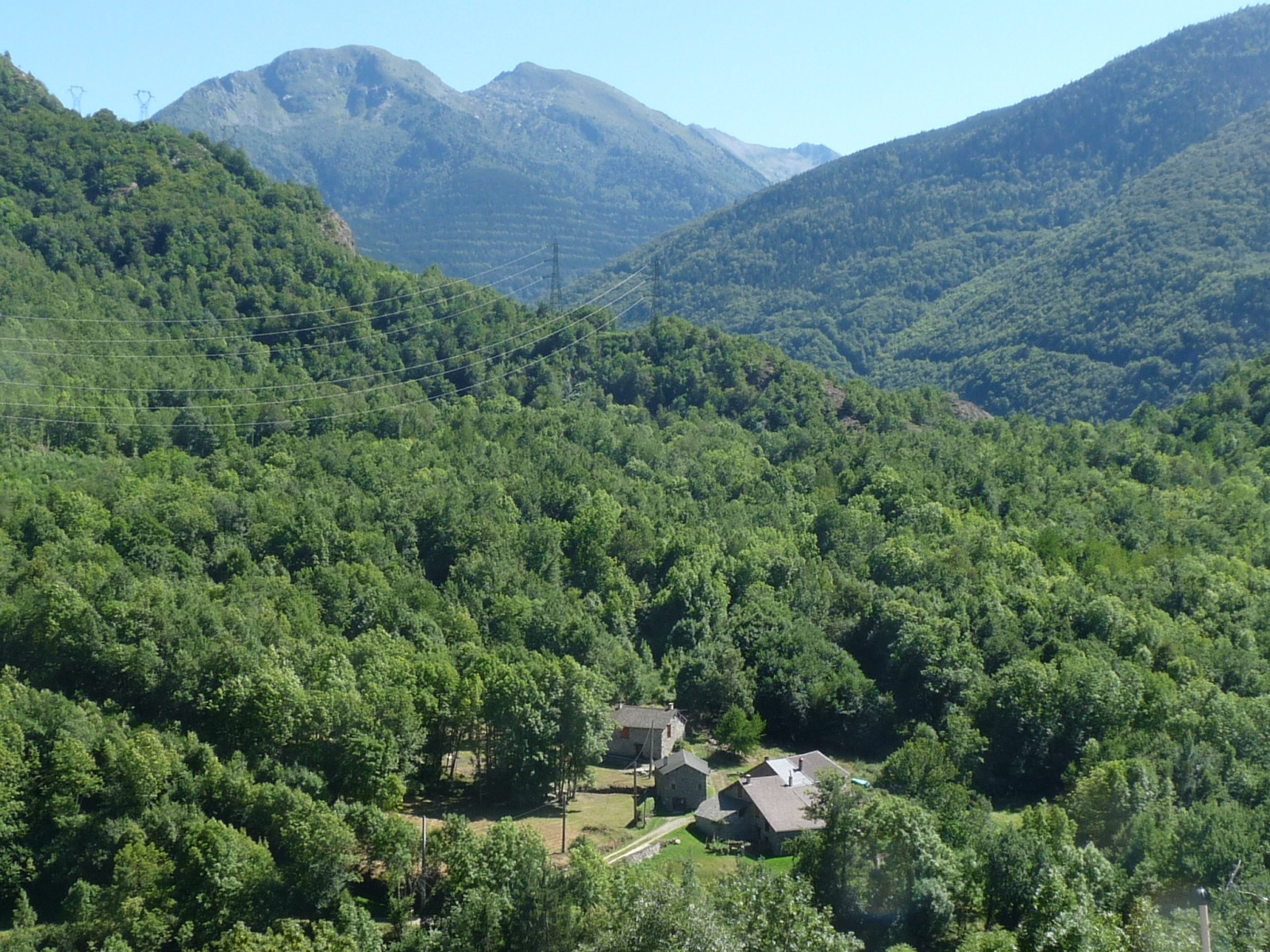
Vue vers le sud depuis le village.
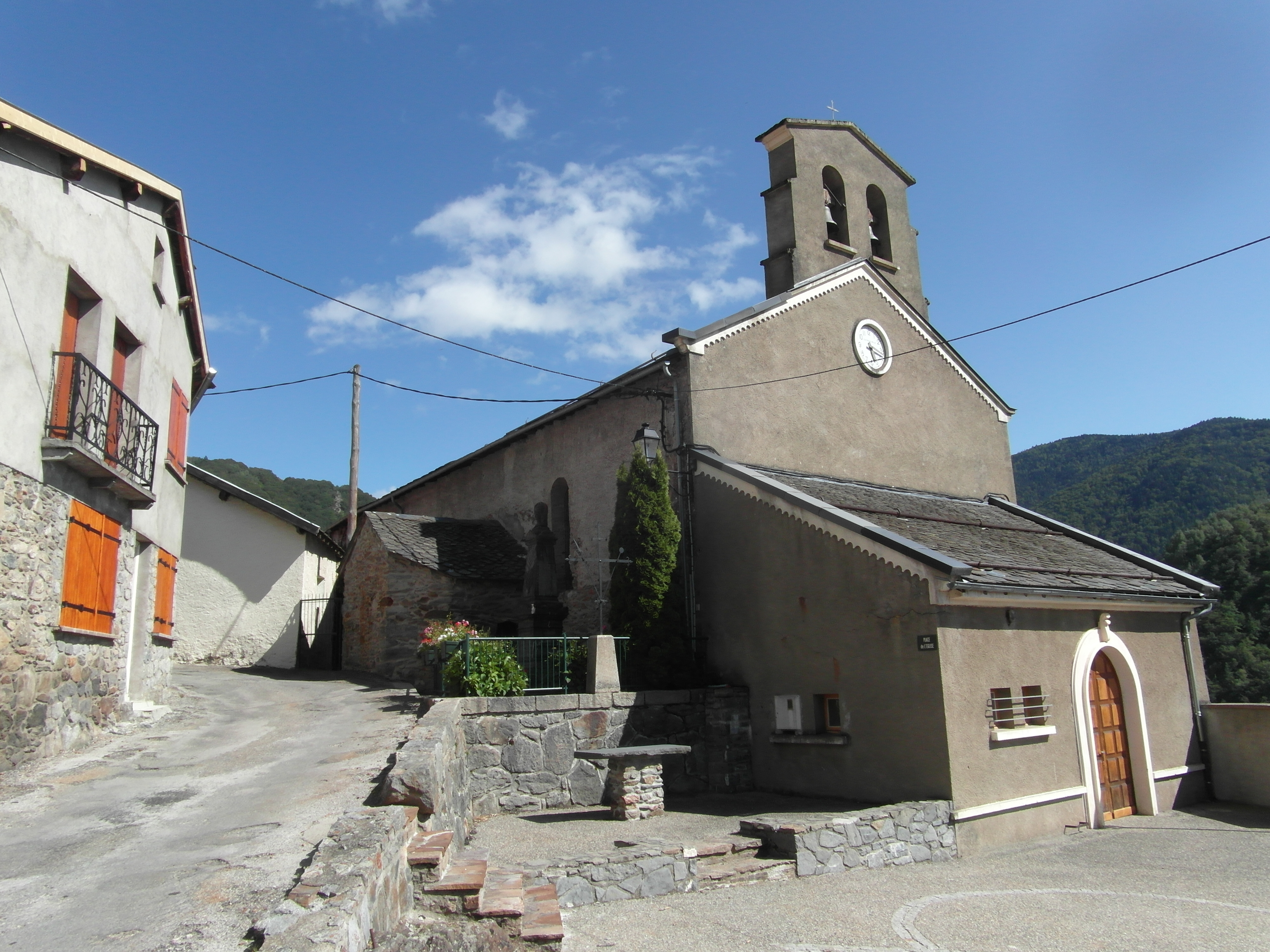
Eglise d'Ascou
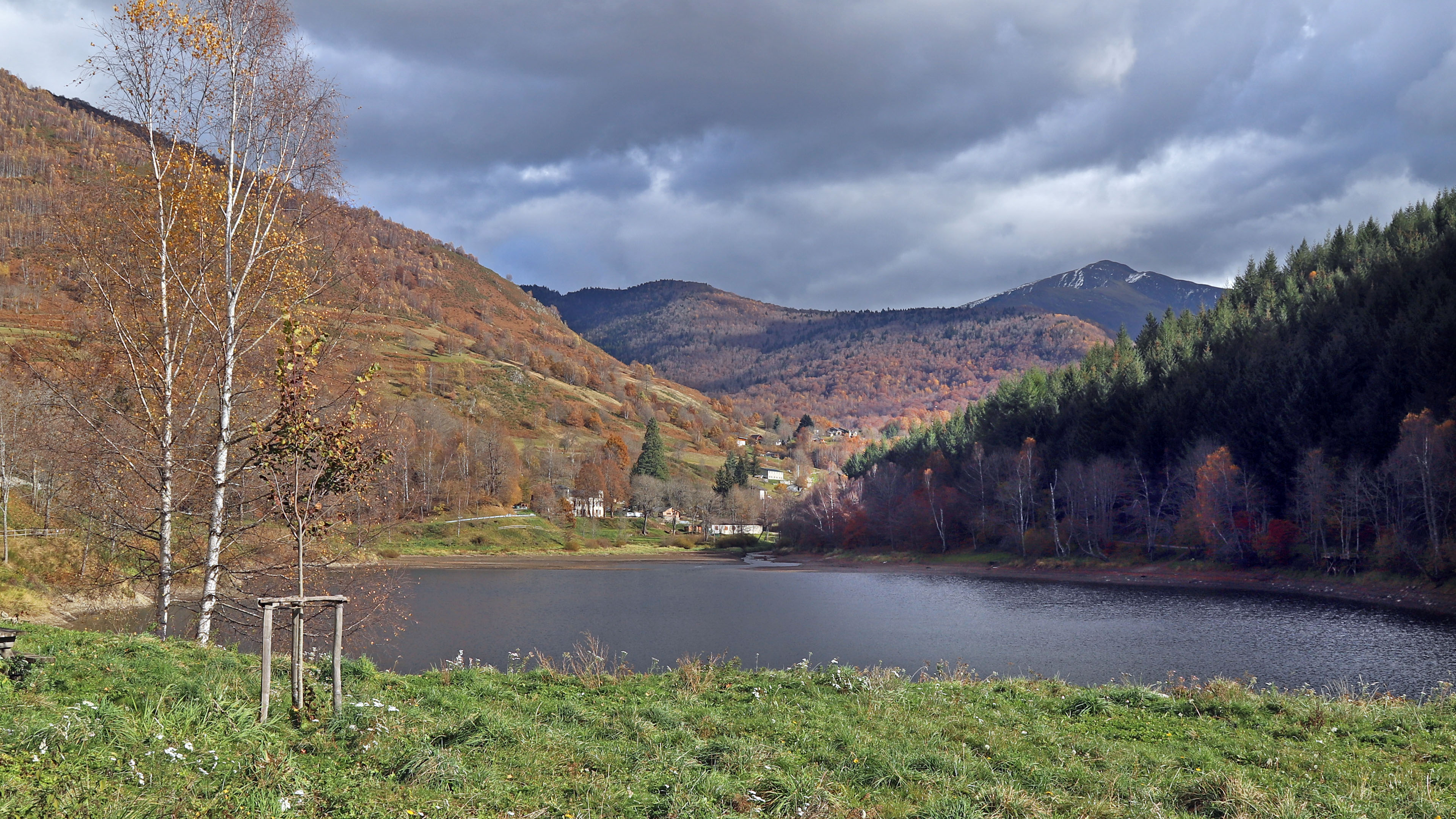
Lac de Goulours

### Géologie et relief
La commune est située dans les Pyrénées, une chaîne montagneuse jeune, érigée durant l'ère tertiaire (il y a 40 millions d'années environ), en même temps que les Alpes. Les terrains affleurants sur le territoire communal sont constitués de roches sédimentaires datant pour certaines du Paléozoïque, une ère géologique qui s'étend de −541 à −252,2 Ma (millions d'années), et pour d'autres du Protérozoïque, le dernier éon du Précambrien sur l’échelle des temps géologiques,.
La superficie cadastrale de la commune publiée par l’Insee, qui sert de références dans toutes les statistiques, est de 35,59 km2,. La superficie géographique, issue de la BD Topo, composante du Référentiel à grande échelle produit par l'IGN, est quant à elle de 35,81 km2. Son relief est particulièrement découpé puisque la dénivelée maximale atteint 1481 mètres. L'altitude du territoire varie entre 879 m et 2 360 m.

### Hydrographie

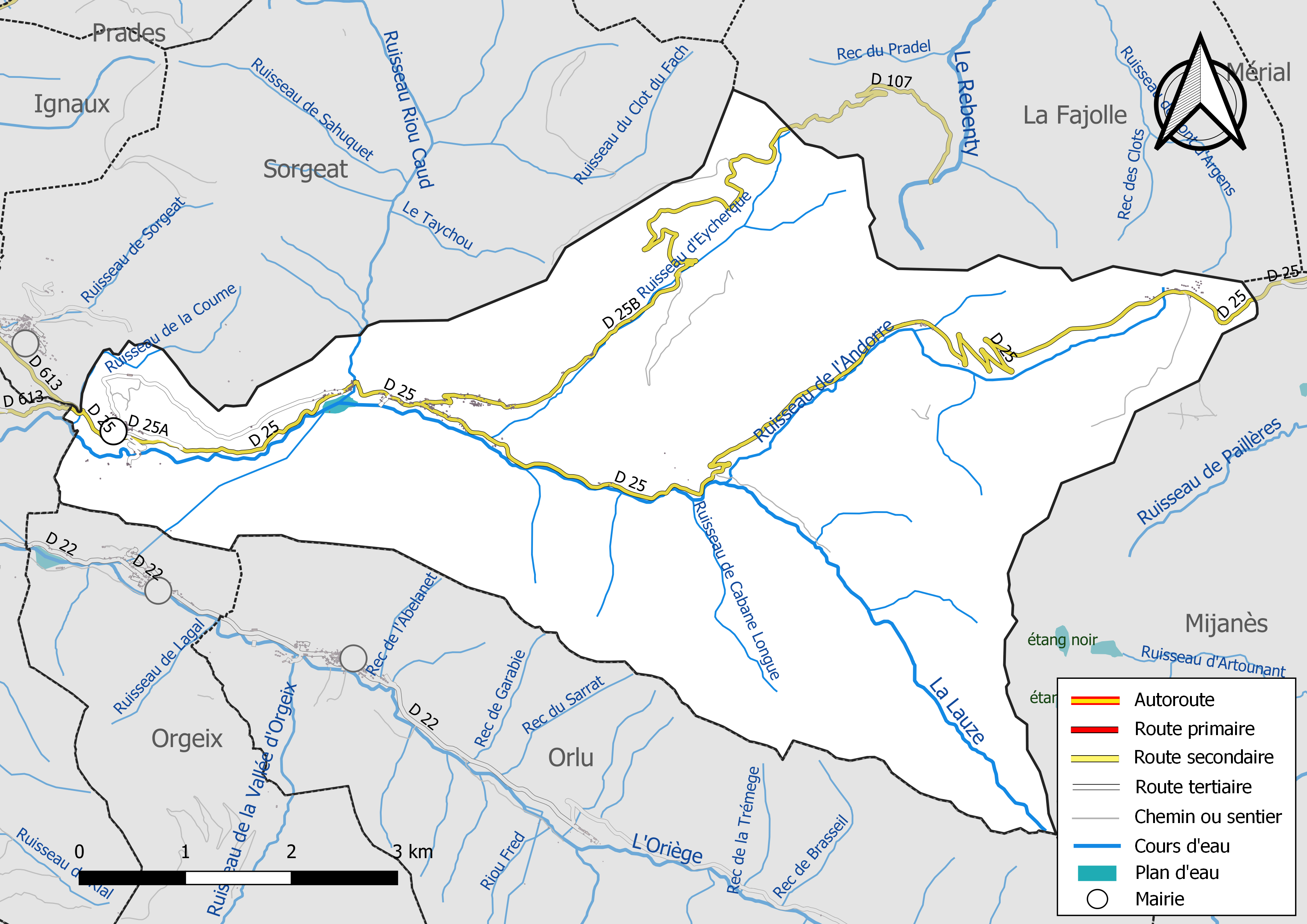
Réseaux hydrographique et routier d'Ascou.

La commune est dans le bassin versant de la Garonne, au sein du bassin hydrographique Adour-Garonne. Elle est drainée par la Lauze, le ruisseau de l'Andorre, le ruisseau Riou Caud, le ruisseau de Cabane Longue, le ruisseau de la Coume, le ruisseau de Llongaynous, le ruisseau d'Eycherque et par divers petits cours d'eau, constituant un réseau hydrographique de 36 km de longueur totale,.
La Lauze, d'une longueur totale de 14,1 km, prend sa source dans la commune et s'écoule d'est en ouest. Elle traverse la commune et se jette dans l'Ariège à Ax-les-Thermes.

### Climat
Pour des articles plus généraux, voir Climat de l'Occitanie et Climat de l'Ariège.
En 2010, le climat de la commune est de type climat des marges montargnardes, selon une étude s'appuyant sur une série de données couvrant la période 1971-2000. En 2020, Météo-France publie une typologie des climats de la France métropolitaine dans laquelle la commune est exposée à un climat de montagne et est dans la région climatique Pyrénées centrales, caractérisée par une pluviométrie annuelle de 1 000 à 1 200 mm.
Pour la période 1971-2000, la température annuelle moyenne est de 9,5 °C, avec une amplitude thermique annuelle de 15,1 °C. Le cumul annuel moyen de précipitations est de 909 mm, avec 8,9 jours de précipitations en janvier et 6,4 jours en juillet. Pour la période 1991-2020, la température moyenne annuelle observée sur la station météorologique installée sur la commune est de 9,3 °C et le cumul annuel moyen de précipitations est de 1 258,8 mm,. Pour l'avenir, les paramètres climatiques de la commune estimés pour 2050 selon différents scénarios d'émission de gaz à effet de serre sont consultables sur un site dédié publié par Météo-France en novembre 2022.
| Mois                                  | jan.             | fév.             | mars             | avril          | mai           | juin        | jui.           | août          | sep.            | oct.          | nov.           | déc.           | année      |
| ------------------------------------- | ---------------- | ---------------- | ---------------- | -------------- | ------------- | ----------- | -------------- | ------------- | --------------- | ------------- | -------------- | -------------- | ---------- |
| Température minimale moyenne (°C)     | −3,2             | −3,2             | −0,9             | 1,2            | 4,5           | 8           | 10             | 10            | 6,8             | 4             | −0,1           | −2,3           | 2,9        |
| Température moyenne (°C)              | 2                | 2,7              | 5,8              | 7,8            | 11,3          | 14,9        | 17,3           | 17,5          | 13,9            | 10,7          | 5,6            | 2,7            | 9,3        |
| Température maximale moyenne (°C)     | 7,3              | 8,7              | 12,4             | 14,4           | 18,2          | 21,8        | 24,5           | 25            | 21              | 17,3          | 11,3           | 7,7            | 15,8       |
| Record de froid (°C) date du record   | −22,2 09.01.1985 | −17,8 11.02.1986 | −18,3 06.03.1971 | −10 21.04.1991 | −6 12.05.1985 | −2 01.06.06 | 1,2 11.07.1993 | −1 29.08.1998 | −2,8 26.09.1984 | −8 29.10.12   | −15 23.11.1988 | −17 02.12.1980 | −22,2 1985 |
| Record de chaleur (°C) date du record | 20 16.01.1993    | 25,7 28.02.1960  | 26,2 25.03.1981  | 28 28.04.23    | 34 21.05.22   | 37 27.06.19 | 36,5 18.07.22  | 36 04.08.03   | 33 09.09.04     | 30,5 02.10.01 | 26 01.11.1999  | 22 25.12.1983  | 37 2019    |
| Précipitations (mm)                   | 128,6            | 103,3            | 97,2             | 126,7          | 129,1         | 98,1        | 73             | 73,9          | 91              | 88,8          | 132,3          | 116,8          | 1 258,8    |

### Milieux naturels et biodiversité

#### Réseau Natura 2000

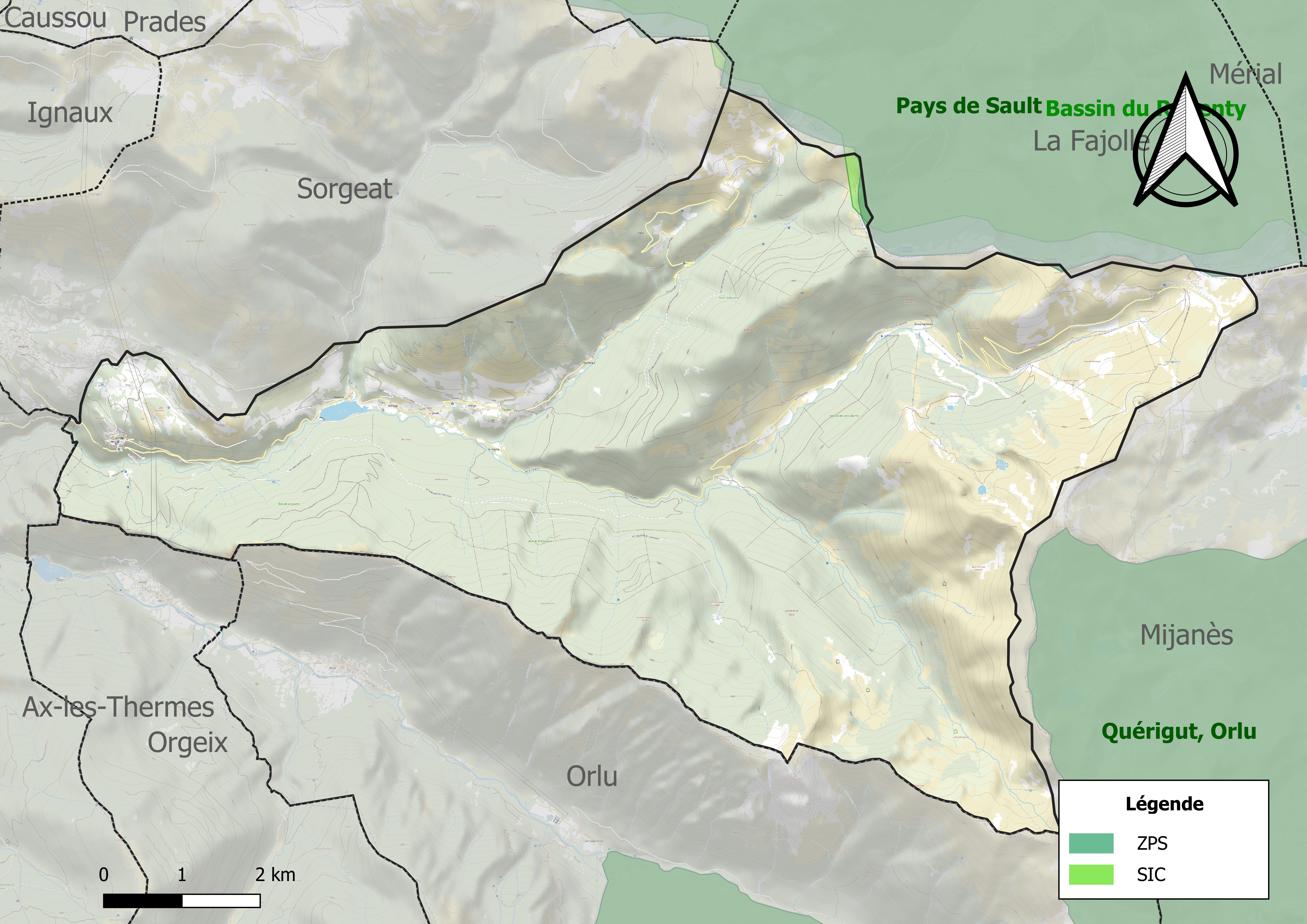
Site Natura 2000 sur le territoire communal.

Le réseau Natura 2000 est un réseau écologique européen de sites naturels d'intérêt écologique élaboré à partir des directives habitats et oiseaux, constitué de zones spéciales de conservation (ZSC) et de zones de protection spéciale (ZPS).
Un site Natura 2000 a été défini sur la commune au titre de la directive habitats : le « bassin du Rebenty », d'une superficie de 8 567 ha, qui offre une palette d'habitats naturels sur une grande gamme altitudinale et climatique et sur des substrats variés (calcaires, marnes, schistes). En particulier, on y rencontre de belles pinèdes de pins à crochets sur sol acide. La rivière héberge des espèces aquatiques (Chabot commun et Barbeau méridional, Écrevisse à pattes blanches) et mammifères (Desman des Pyrénées).

#### Zones naturelles d'intérêt écologique, faunistique et floristique
L’inventaire des zones naturelles d'intérêt écologique, faunistique et floristique (ZNIEFF) a pour objectif de réaliser une couverture des zones les plus intéressantes sur le plan écologique, essentiellement dans la perspective d’améliorer la connaissance du patrimoine naturel national et de fournir aux différents décideurs un outil d’aide à la prise en compte de l’environnement dans l’aménagement du territoire.
Trois ZNIEFF de type 1 sont recensées sur la commune :
- les « montagnes et vallées du Donezan centre et ouest » (8 618 ha), couvrant 12 communes dont 7 dans l'Ariège, 3 dans l'Aude et 2 dans les Pyrénées-Orientales[25] ;
- les « montagnes orientales d'Ax-les-Thermes » (9 524 ha), couvrant 20 communes dont 16 dans l'Ariège et 4 dans l'Aude[26],
- « vallée et bassin versant de l'Oriège » (8 937 ha), couvrant 9 communes dont 6 dans l'Ariège et 3 dans les Pyrénées-Orientales[27] ;

et deux ZNIEFF de type 2, : 
- « le bassin versant de l'Oriège et montagnes orientales d'Ax-les-Thermes » (18 551 ha), couvrant 25 communes dont 18 dans l'Ariège, 4 dans l'Aude et 3 dans les Pyrénées-Orientales[28] ;
- le « massif de Quérigut et forêt du Carcanet (Donezan) » (12 106 ha), couvrant 32 communes dont 18 dans l'Ariège, 10 dans l'Aude et 4 dans les Pyrénées-Orientales[29].

Carte des ZNIEFF de type 1 et 2 à Ascou.
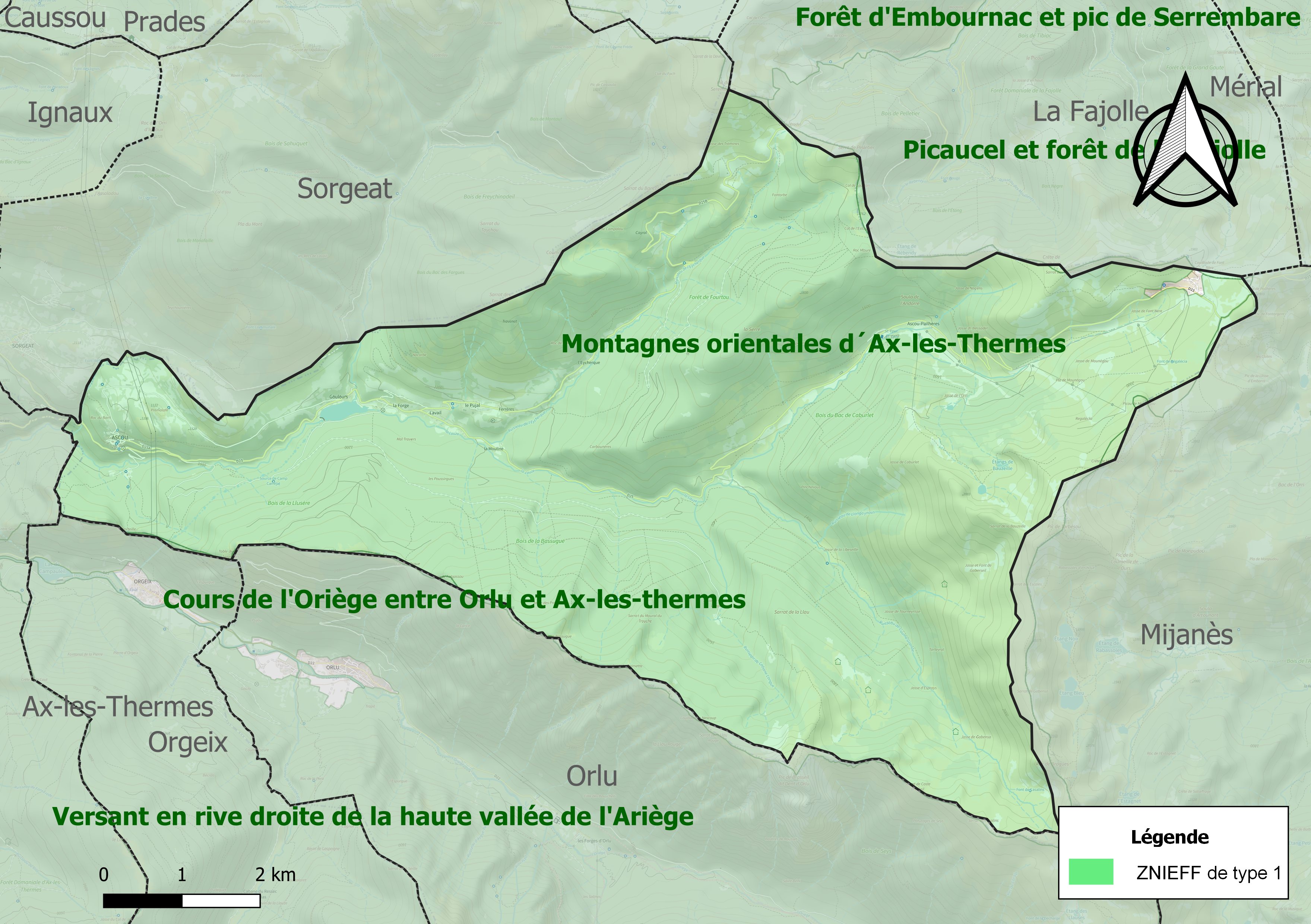
Carte des ZNIEFF de type 1 sur la commune.
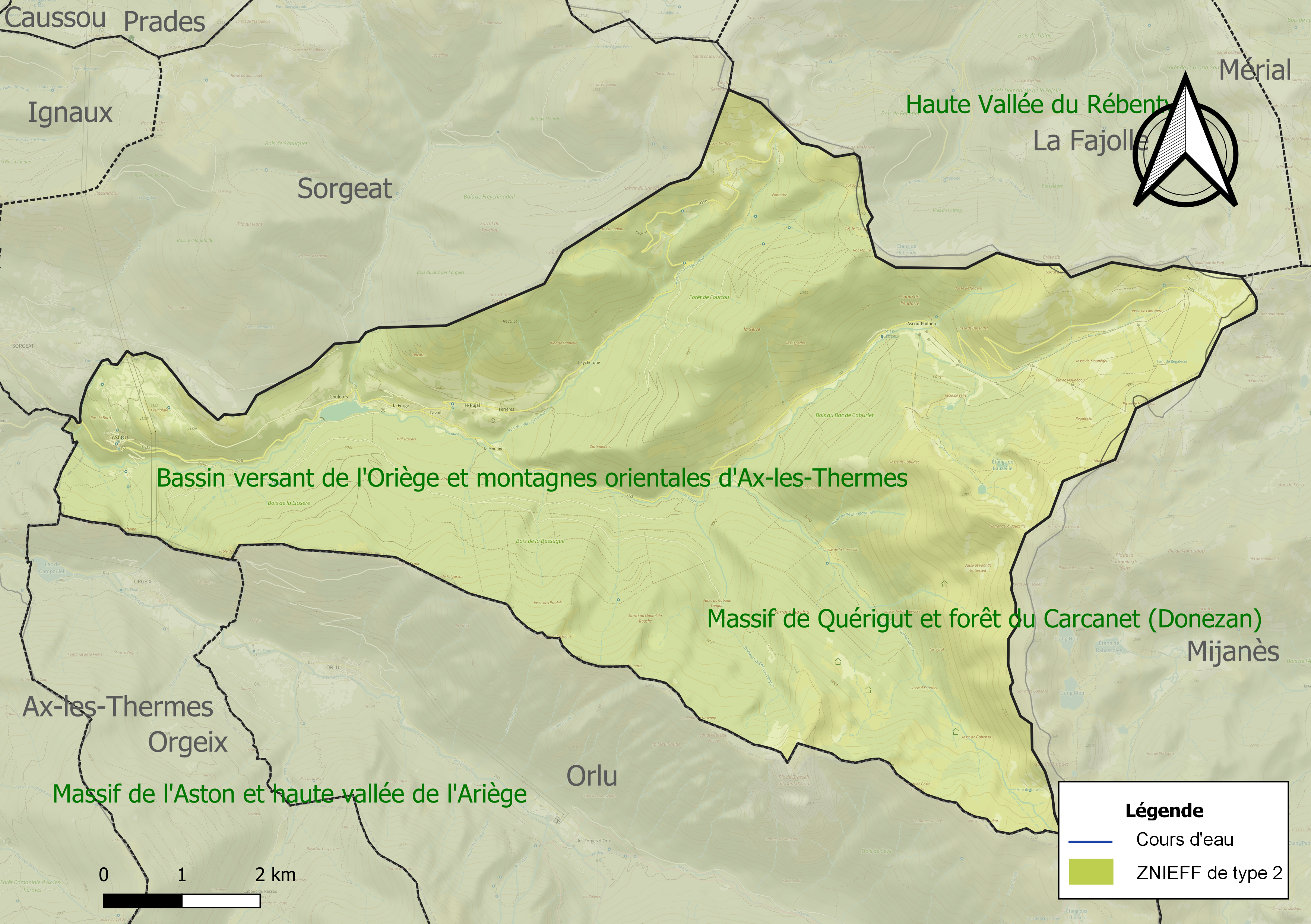
Carte des ZNIEFF de type 2 sur la commune.

## Urbanisme

### Typologie
Au 1er janvier 2024, Ascou est catégorisée commune rurale à habitat très dispersé, selon la nouvelle grille communale de densité à 7 niveaux définie par l'Insee en 2022.
Elle est située hors unité urbaine et hors attraction des villes,.

### Occupation des sols
L'occupation des sols de la commune, telle qu'elle ressort de la base de données européenne d’occupation biophysique des sols Corine Land Cover (CLC), est marquée par l'importance des forêts et milieux semi-naturels (92,8 % en 2018), une proportion sensiblement équivalente à celle de 1990 (93,2 %). La répartition détaillée en 2018 est la suivante : 
forêts (54,2 %), milieux à végétation arbustive et/ou herbacée (36,6 %), zones agricoles hétérogènes (3,7 %), prairies (3,5 %), espaces ouverts, sans ou avec peu de végétation (2 %). L'évolution de l’occupation des sols de la commune et de ses infrastructures peut être observée sur les différentes représentations cartographiques du territoire : la carte de Cassini (XVIIIe siècle), la carte d'état-major (1820-1866) et les cartes ou photos aériennes de l'IGN pour la période actuelle (1950 à aujourd'hui).

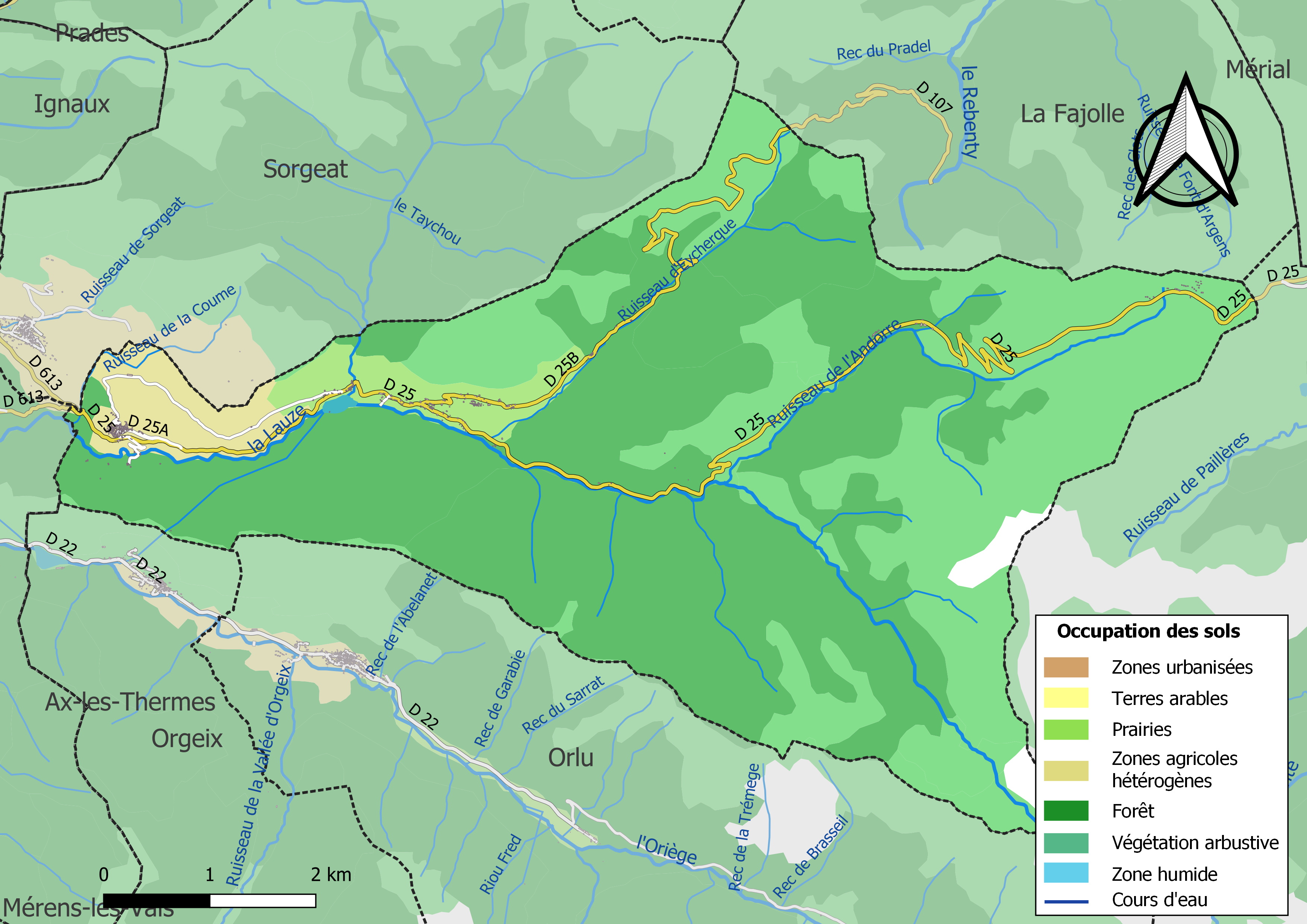
Carte des infrastructures et de l'occupation des sols de la commune en 2018 (CLC).

### Habitat et logement
En 2018, le nombre total de logements dans la commune était de 227, alors qu'il était de 230 en 2013 et de 224 en 2008.
Parmi ces logements, 24,4 % étaient des résidences principales, 75,1 % des résidences secondaires et 0,4 % des logements vacants. Ces logements étaient pour 98,2 % d'entre eux des maisons individuelles et pour 1,8 % des appartements.
Le tableau ci-dessous présente la typologie des logements à Ascou en 2018 en comparaison avec celle de l'Ariège et de la France entière. Une caractéristique marquante du parc de logements est ainsi une proportion de résidences secondaires et logements occasionnels (75,1 %) supérieure à celle du département (24,6 %) et à celle de la France entière (9,7 %). Concernant le statut d'occupation de ces logements, 71,4 % des habitants de la commune sont propriétaires de leur logement (62,7 % en 2013), contre 66,3 % pour l'Ariège et 57,5 % pour la France entière.
| Typologie                                               | Ascou | Ariège | France entière |
| ------------------------------------------------------- | ----- | ------ | -------------- |
| Résidences principales (en %)                           | 24,4  | 65,7   | 82,1           |
| Résidences secondaires et logements occasionnels (en %) | 75,1  | 24,6   | 9,7            |
| Logements vacants (en %)                                | 0,4   | 9,7    | 8,2            |

### Risques majeurs
Le territoire de la commune d'Ascou est vulnérable à différents aléas naturels : inondations, climatiques (grand froid ou canicule), feux de forêts, mouvements de terrains, avalanche  et séisme (sismicité modérée). Il est également exposé à un risque particulier, le risque radon,.

#### Risques naturels

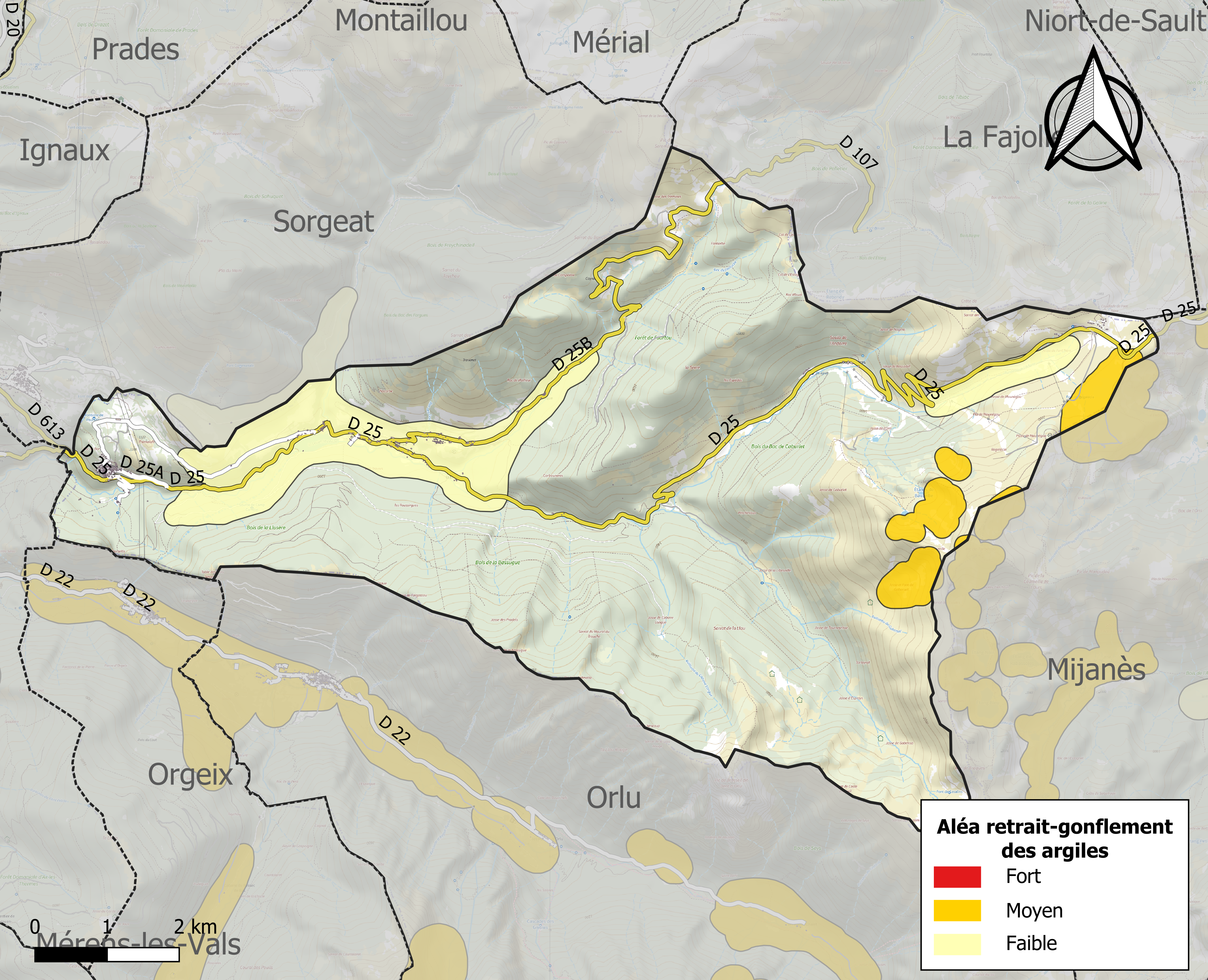
Zonage de l'aléa retrait-gonflement des argiles sur la commune d'Ascou.

Certaines parties du territoire communal sont susceptibles d’être affectées par le risque d’inondation par crue torrentielle d'un cours d'eau, ou ruissellement d'un versant.
Les mouvements de terrains susceptibles de se produire sur la commune sont soit des chutes de blocs, soit des glissements de terrains, soit des mouvements liés au retrait-gonflement des argiles. Près de 50 % de la superficie du département est concernée par l'aléa retrait-gonflement des argiles, dont la commune d'Ascou. L'inventaire national des cavités souterraines permet par ailleurs de localiser celles situées sur la commune.
La commune est exposée au risque d'avalanche lié notamment à la pratique du ski compte tenu d’une fréquentation hivernale croissante. Un plan d’Intervention et de déclenchement des avalanches (PIDA) a en particulier été élaboré.

#### Risque particulier
Dans plusieurs parties du territoire national, le radon, accumulé dans certains logements ou autres locaux, peut constituer une source significative d’exposition de la population aux rayonnements ionisants. Toutes les communes du département sont concernées par le risque radon à un niveau plus ou moins élevé. Selon la classification de 2018, la commune d'Ascou est classée en zone 3, à savoir zone à potentiel radon significatif.

## Histoire
Selon le cartulaire de l’abbaye de Boulbonne, le comte de Foix Roger IV donne le village d’Ascou à Loup de Foix en 1243.
En 1946, le barrage de Goulours construit sur la Lauze permet de constituer un étang de 6,4 hectares. L'eau captée est conduite à la centrale hydroélectrique d'Orgeix.
Durant l'hiver 1965, la station de ski d'Ascou-Pailhères ouvre pour la première fois.
Lors de la centième édition du Tour de France en 2003, le port de Pailhères (2001 m), à la limite de la commune et de Mijanès, est emprunté pour la première fois par l'épreuve dont il deviendra un grand classique.

## Politique et administration

### Découpage territorial
La commune d'Ascou est membre de la communauté de communes de la Haute Ariège, un établissement public de coopération intercommunale (EPCI) à fiscalité propre créé le 27 septembre 2016 dont le siège est à Luzenac. Ce dernier est par ailleurs membre d'autres groupements intercommunaux.
Sur le plan administratif, elle est rattachée à l'arrondissement de Foix, au département de l'Ariège, en tant que circonscription administrative de l'État, et à la région Occitanie.
Sur le plan électoral, elle dépend du canton de Haute-Ariège pour l'élection des conseillers départementaux, depuis le redécoupage cantonal de 2014 entré en vigueur en 2015, et de la première circonscription de l'Ariège  pour les élections législatives, depuis le redécoupage électoral de 1986.

### Liste des maires

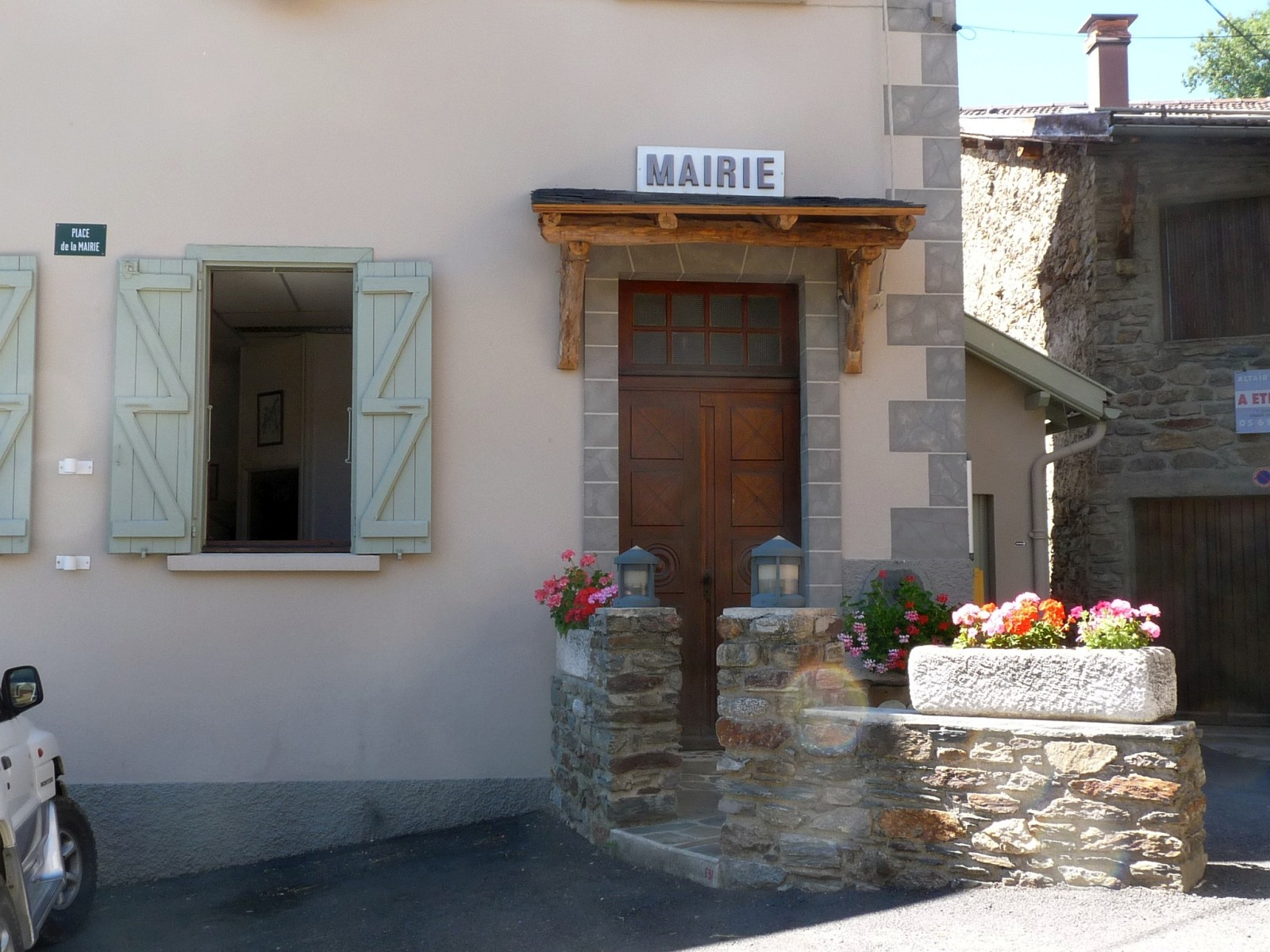
La mairie.

| Période                                  | Période  | Identité        | Étiquette | Qualité                                  |
| ---------------------------------------- | -------- | --------------- | --------- | ---------------------------------------- |
| Les données manquantes sont à compléter. |          |                 |           |                                          |
| avant 1981                               | 1983     | Omer Carrière   | PS        | Retraité, conseiller général (1958-1976) |
| ?                                        | 2020     | Claude Carrière | PS        | Retraité                                 |
| 2020                                     | En cours | Sabine Carrière | PS        | Fonctionnaire                            |

## Démographie
Les habitants sont appelés les Ascounais.
L'évolution du nombre d'habitants est connue à travers les recensements de la population effectués dans la commune depuis 1793. Pour les communes de moins de 10 000 habitants, une enquête de recensement portant sur toute la population est réalisée tous les cinq ans, les populations de référence des années intermédiaires étant quant à elles estimées par interpolation ou extrapolation. Pour la commune, le premier recensement exhaustif entrant dans le cadre du nouveau dispositif a été réalisé en 2007.

En 2022, la commune comptait 115 habitants, en évolution de −13,53 % par rapport à 2016 (Ariège : +1,48 %, France hors Mayotte : +2,11 %).
| 1793 | 1800 | 1806 | 1821 | 1831 | 1836  | 1841 | 1846 | 1851 |
| ---- | ---- | ---- | ---- | ---- | ----- | ---- | ---- | ---- |
| 776  | 613  | 851  | 914  | 925  | 1 001 | 837  | 842  | 805  |

| 1856 | 1861 | 1866 | 1872 | 1876 | 1881 | 1886 | 1891 | 1896 |
| ---- | ---- | ---- | ---- | ---- | ---- | ---- | ---- | ---- |
| 686  | 710  | 695  | 664  | 641  | 565  | 620  | 521  | 521  |

| 1901 | 1906 | 1911 | 1921 | 1926 | 1931 | 1936 | 1946 | 1954 |
| ---- | ---- | ---- | ---- | ---- | ---- | ---- | ---- | ---- |
| 469  | 456  | 453  | 363  | 310  | 266  | 250  | 274  | 158  |

| 1962 | 1968 | 1975 | 1982 | 1990 | 1999 | 2006 | 2007 | 2012 |
| ---- | ---- | ---- | ---- | ---- | ---- | ---- | ---- | ---- |
| 136  | 114  | 120  | 81   | 96   | 102  | 124  | 127  | 153  |

| 2017 | 2022 | - | - | - | - | - | - | - |
| ---- | ---- | - | - | - | - | - | - | - |
| 121  | 115  | - | - | - | - | - | - | - |

## Économie

### Emploi
| Division       | 2008  | 2013   | 2018   |
| -------------- | ----- | ------ | ------ |
| Commune        | 9,6 % | 0 %    | 3,9 %  |
| Département    | 8,9 % | 11,1 % | 11,2 % |
| France entière | 8,3 % | 10 %   | 10 %   |

En 2018, la population âgée de 15 à 64 ans s'élève à 76 personnes, parmi lesquelles on compte 75,3 % d'actifs (71,4 % ayant un emploi et 3,9 % de chômeurs) et 24,7 % d'inactifs,. En  2018, le taux de chômage communal (au sens du recensement) des 15-64 ans est inférieur à celui de la France et du département, alors qu'en 2008 la situation était inverse.
La commune est hors attraction des villes,. Elle compte 51 emplois en 2018, contre 49 en 2013 et 44 en 2008. Le nombre d'actifs ayant un emploi résidant dans la commune est de 55, soit un indicateur de concentration d'emploi de 94,3 % et un taux d'activité parmi les 15 ans ou plus de 56,3 %.
Sur ces 55 actifs de 15 ans ou plus ayant un emploi, 25 travaillent dans la commune, soit 46 % des habitants. Pour se rendre au travail, 87,3 % des habitants utilisent un véhicule personnel ou de fonction à quatre roues, 1,8 % les transports en commun, 1,8 % s'y rendent en deux-roues, à vélo ou à pied et 9,1 % n'ont pas besoin de transport (travail au domicile).

### Activités hors agriculture
21 établissements sont implantés  à Ascou au 31 décembre 2019. Le tableau ci-dessous en détaille le nombre par secteur d'activité et compare les ratios avec ceux du département,.
Le secteur du commerce de gros et de détail, des transports, de l'hébergement et de la restauration est prépondérant sur la commune puisqu'il représente 38,1 % du nombre total d'établissements de la commune (8 sur les 21 entreprises implantées  à Ascou), contre 27,5 % au niveau départemental.
La station de sports d'hiver d'Ascou-Pailhères se trouve sur la commune, accessible par la route de la Mouline (D25). Elle comprend 17 pistes de niveaux variés, 7 remontées mécaniques, une piste de luge, une piste école de ski ainsi que près de 30 canons à neige.

### Agriculture
|                                   | 1988 | 2000 | 2010 |
| --------------------------------- | ---- | ---- | ---- |
| Exploitations                     | 10   | 6    | 6    |
| Superficie agricole utilisée (ha) | 152  | 140  | 148  |

La commune fait partie de la petite région agricole dénommée « Région pyrénéenne ». En 2010, l'orientation technico-économique de l'agriculture  sur la commune est l'élevage d'ovins et de caprins. Six exploitations agricoles ayant leur siège dans la commune sont dénombrées lors du recensement agricole de 2010 (dix en 1988). La superficie agricole utilisée est de 148 ha.

## Équipements, services et vie locale
- Camping à la Forge, gîtes, salle des fêtes.

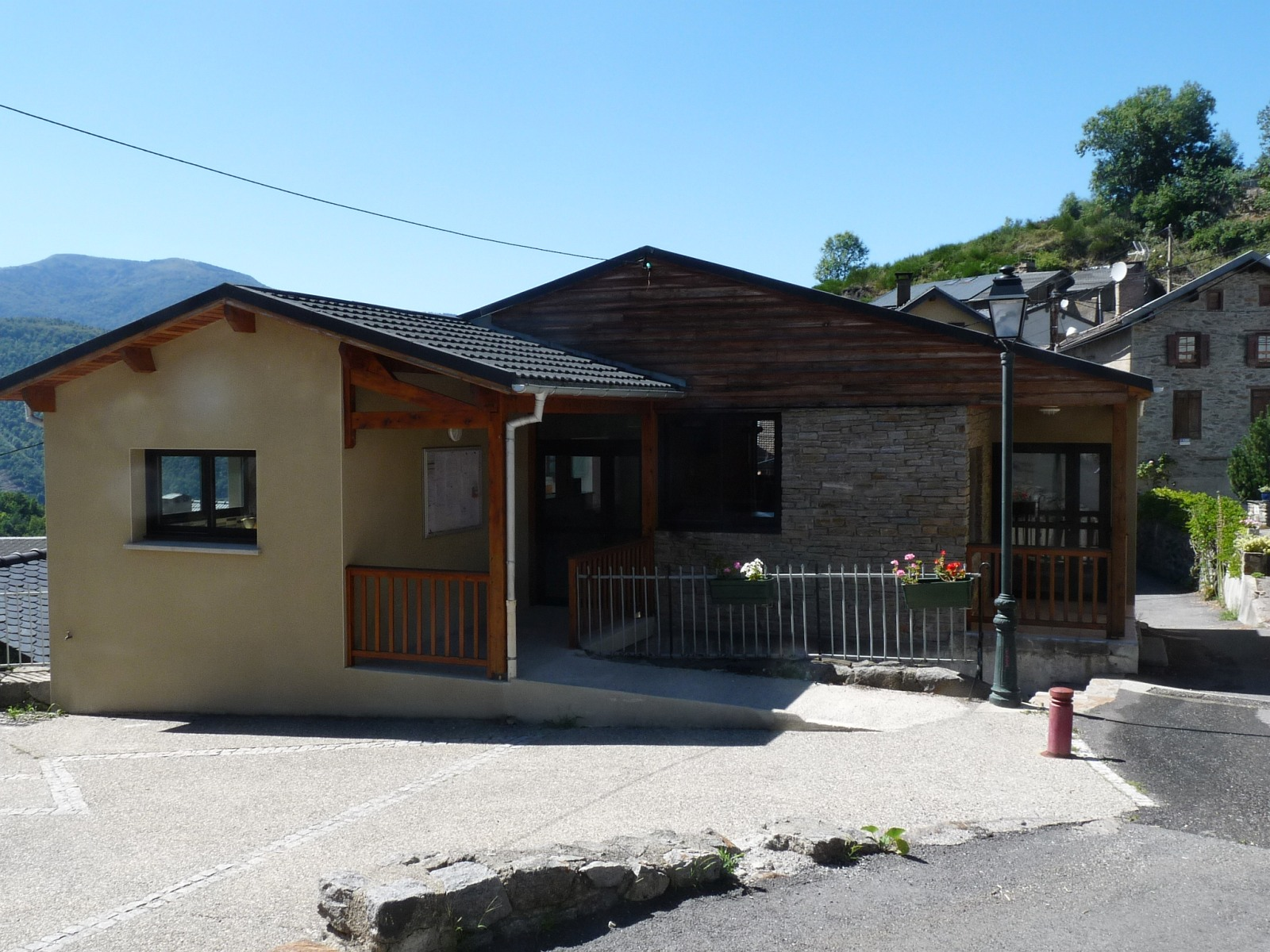
La salle des fêtes.
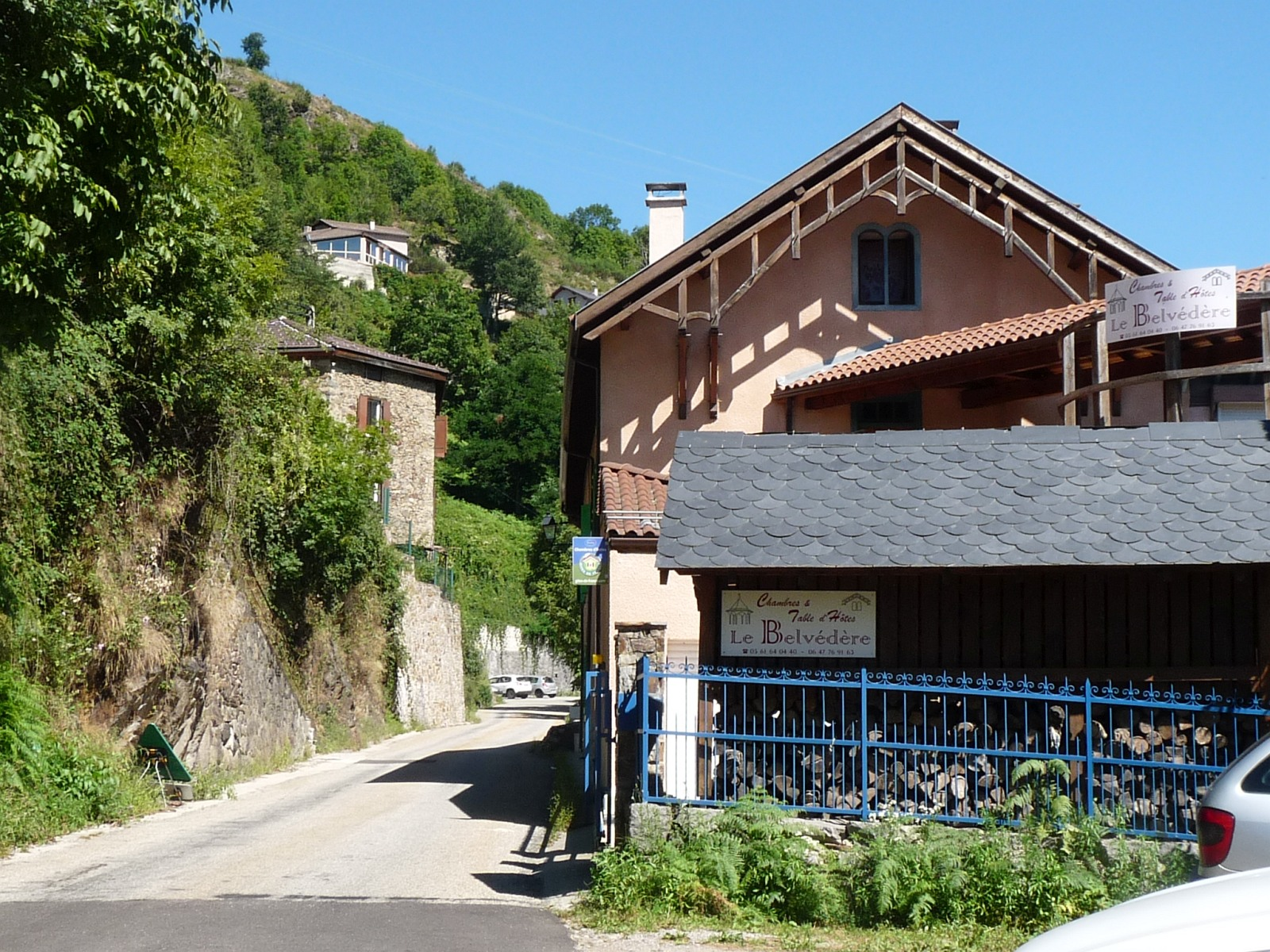
Gîte rural.

## Culture locale et patrimoine

### Lieux et monuments
- La station de ski d'Ascou-Pailhères, en contrebas du port de Pailhères (2001 m), plus haut col routier de l'Ariège régulièrement emprunté par le Tour de France et permettant de rejoindre la haute vallée de l'Aude. Le col du Pradel (1673 m) est également situé en limite de la commune.
- L'église Saint-Simon-et-Saint-Jude avec la statue de la Vierge et l'Enfant. Cette sculpture du XVIIIe siècle en bois taillé et doré est classée monument historique au titre d'objet depuis 1992[51].
- Le lac de Goulours, dû à un barrage hydroélectrique construit sur la Lauze et mis en service en 1946.

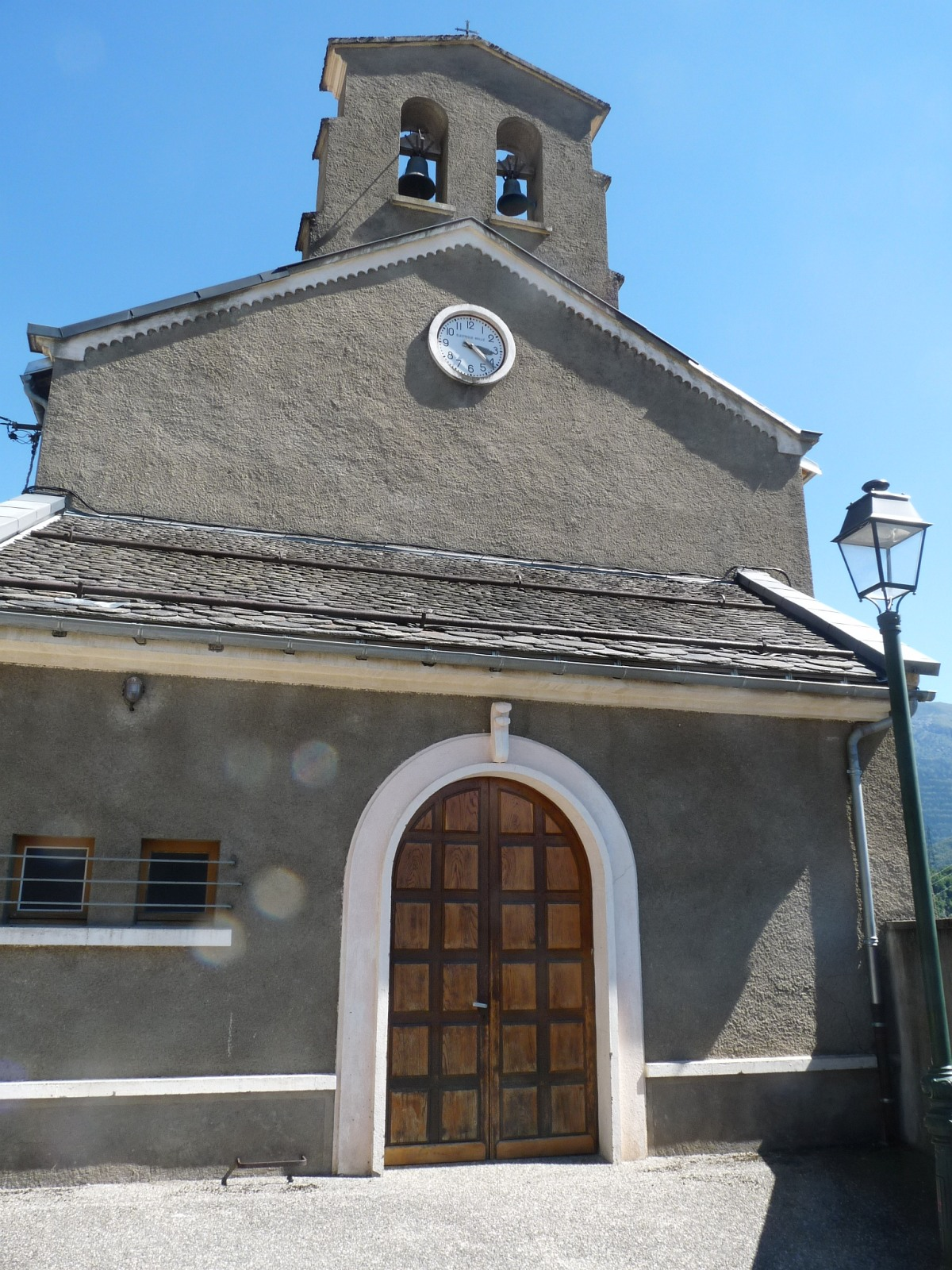
L'église.
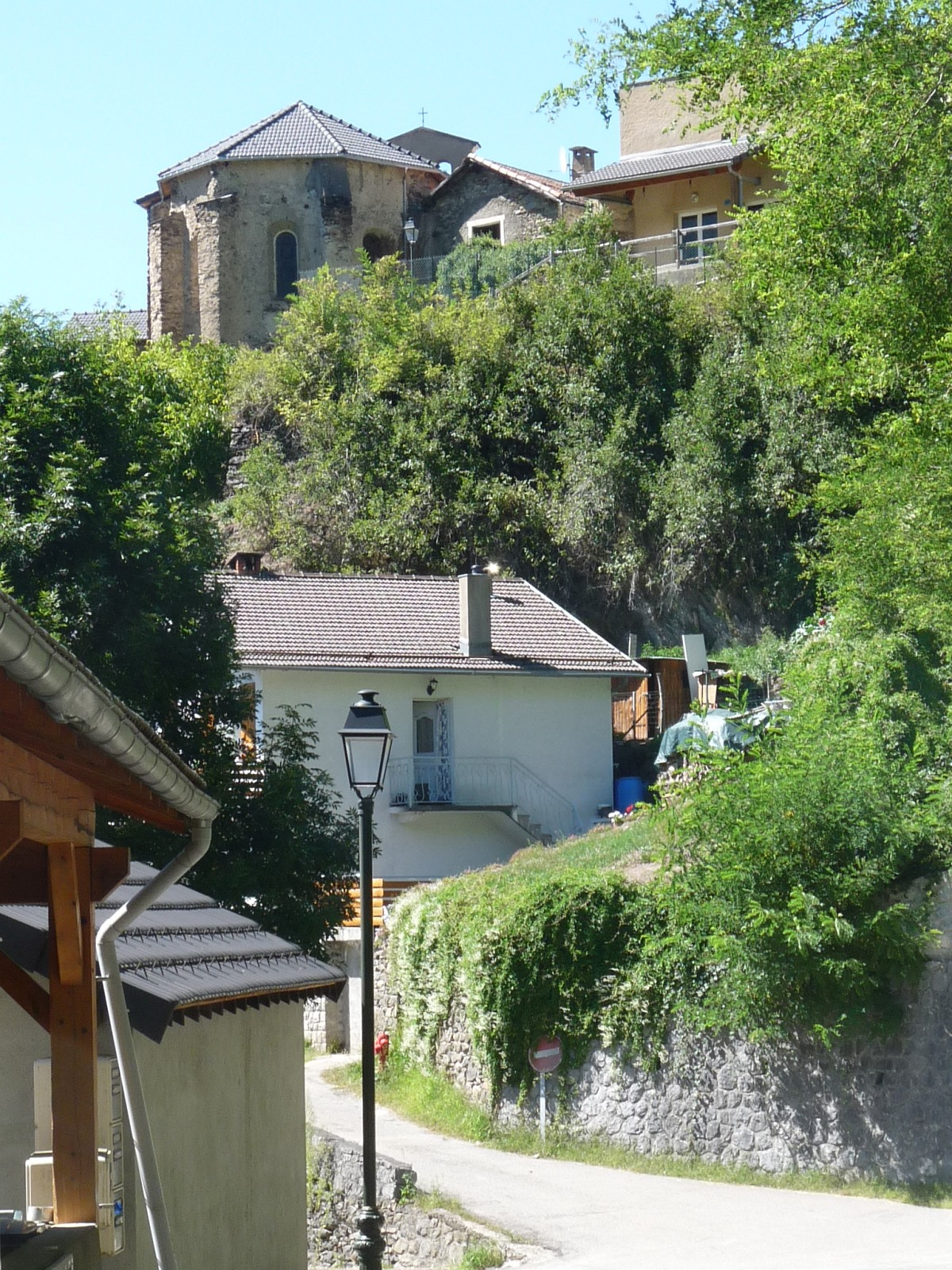
Vue sur l'église
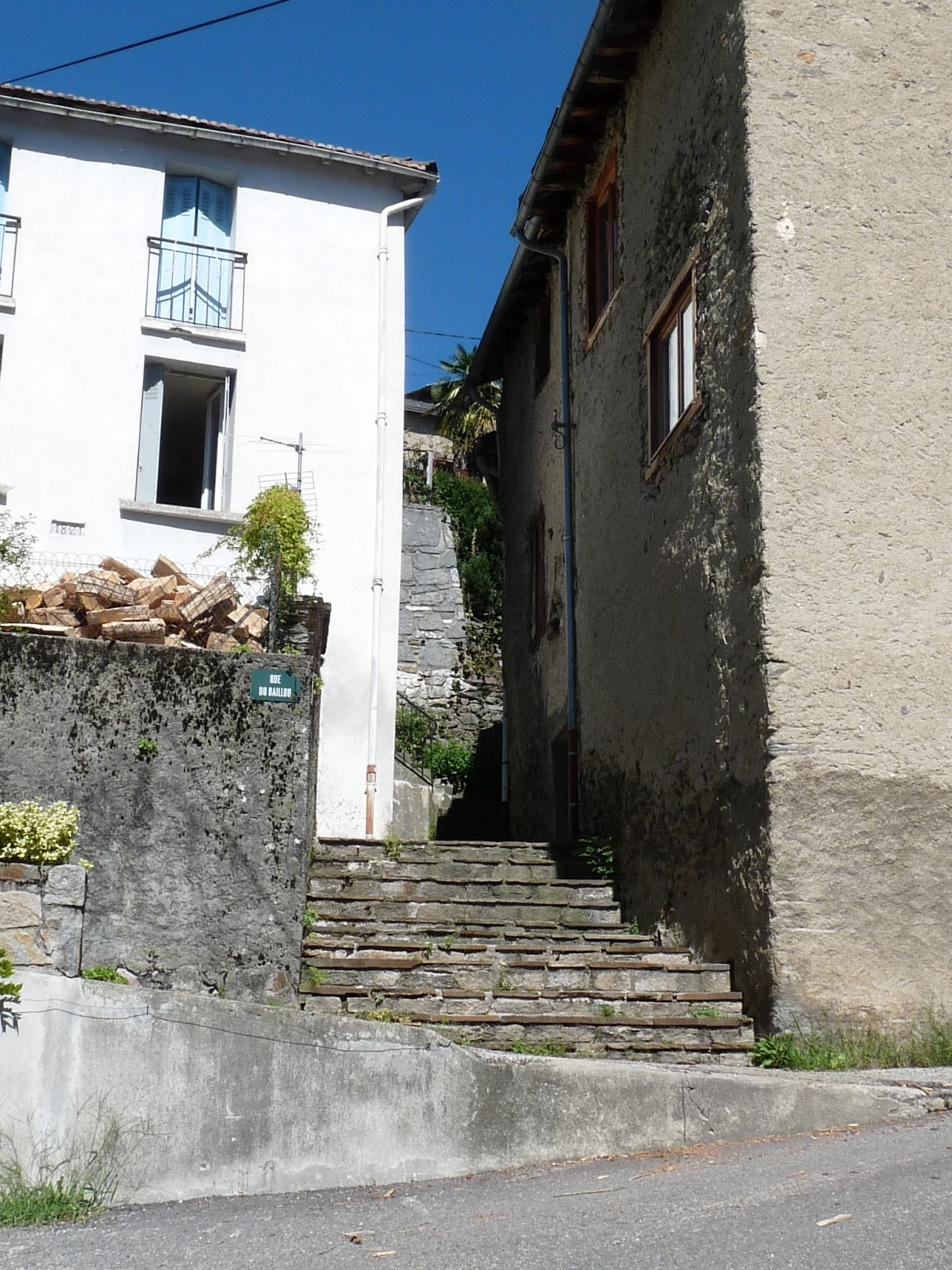
Escaliers du haut
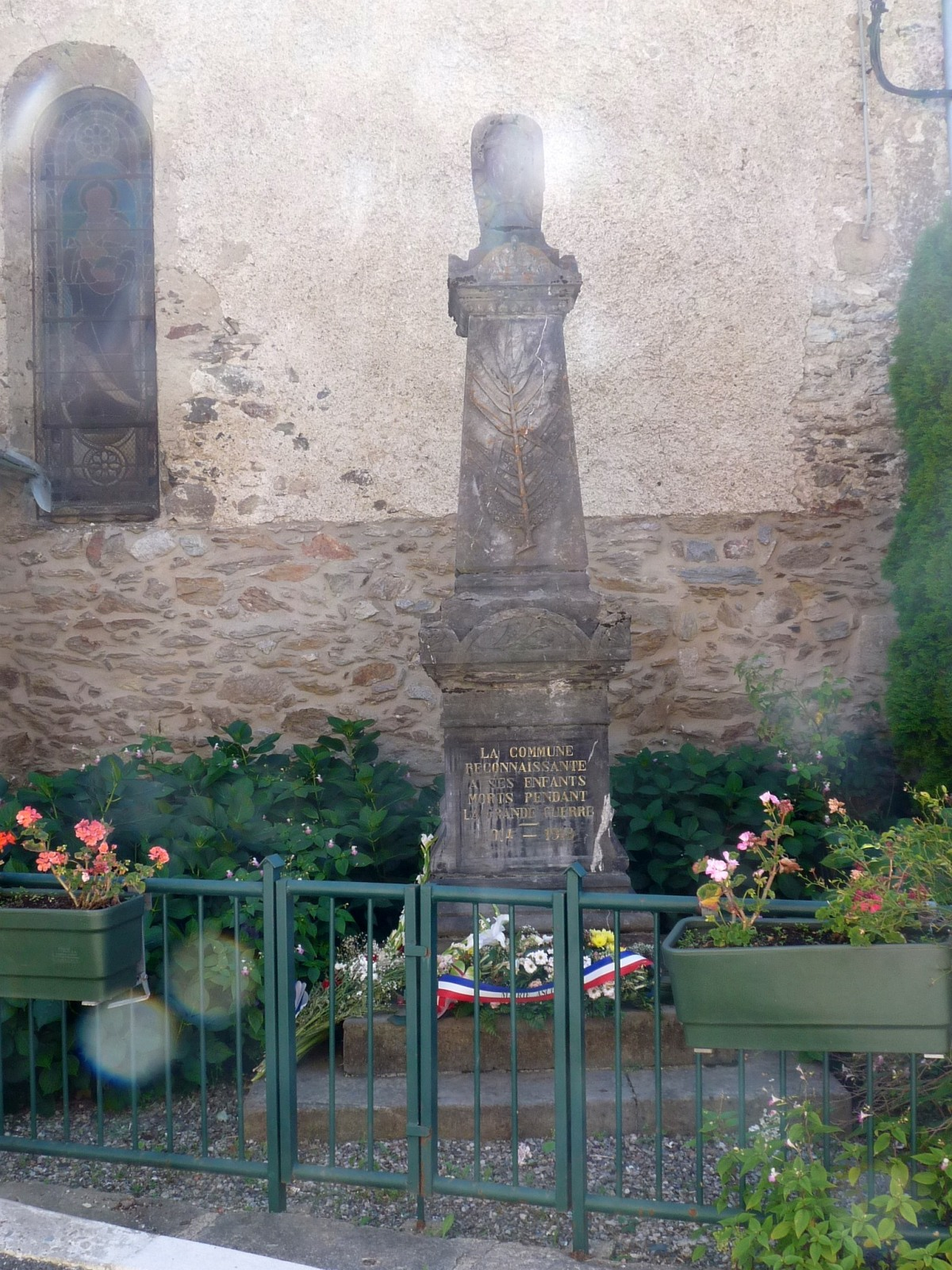
Monument aux morts.
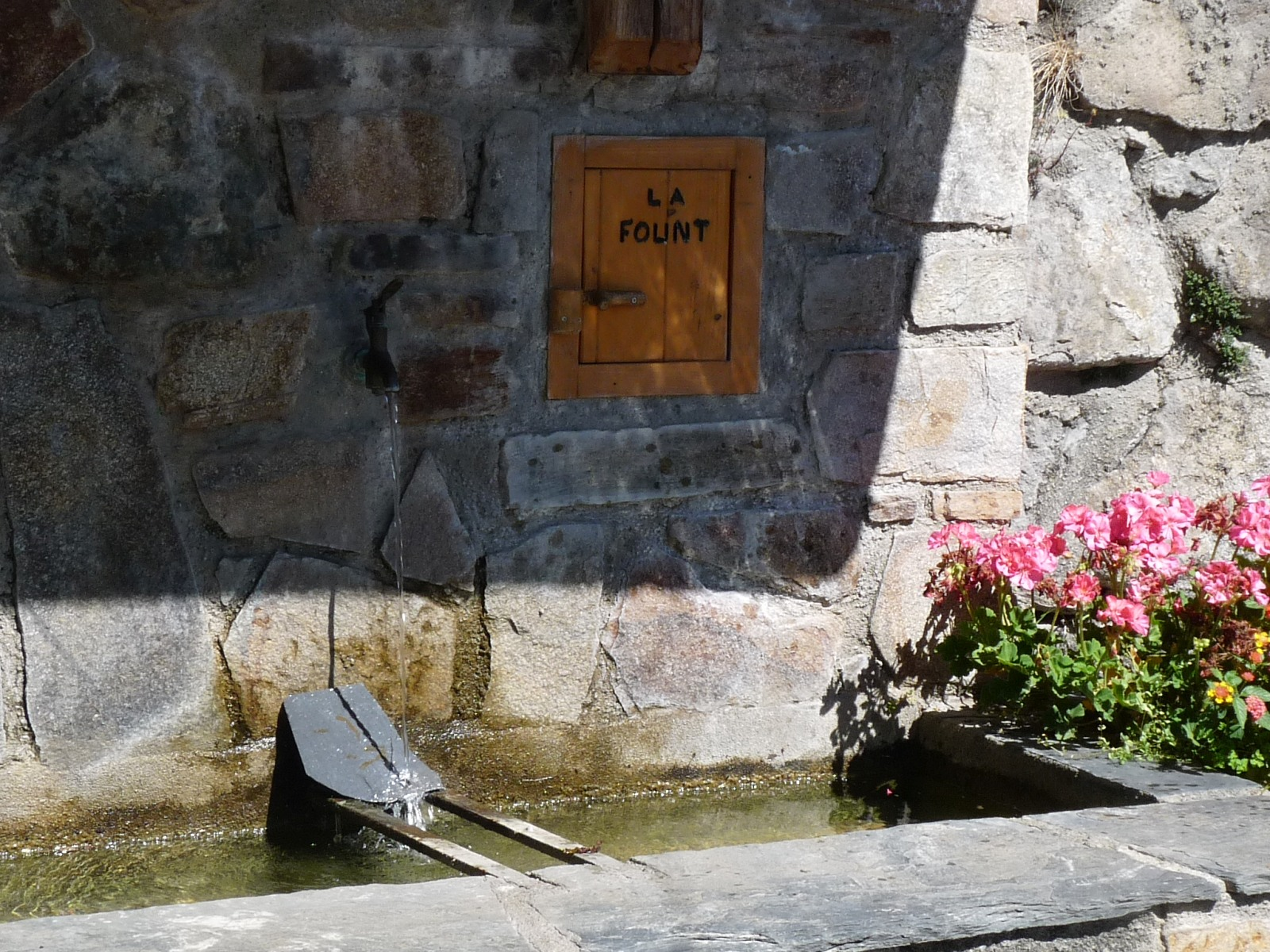
Fontaine en bas du village
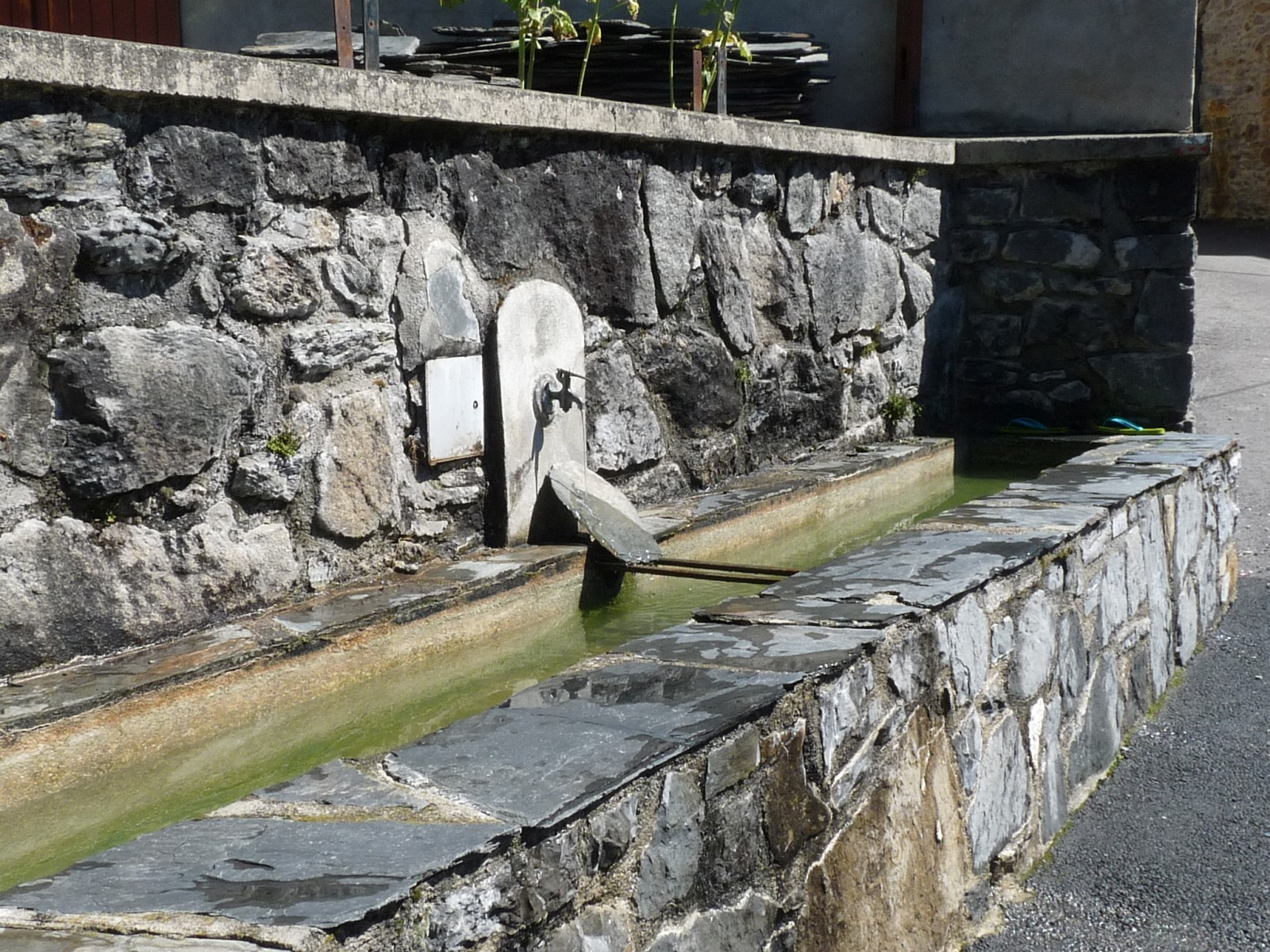
Fontaine au village.

### Personnalités liées à la commune
- Michel Naudy (1952-2012)  journaliste et homme politique, mort à Ascou.

## Pour approfondir